# Ciudad Expo (métro de Séville)
Ciudad Expo est une station terminus de la ligne 1 du métro de Séville. Elle est située entre l'avenue des Découvertes et l'avenue des Amériques, à Mairena del Aljarafe, en Andalousie.

## Situation sur le réseau

Plan du réseau.

Établie en surface, Ciudad Expo est la station terminus est de la ligne 1 du métro de Séville. Elle est située avant Cavaleri, en direction du terminus sud-ouest d'Olivar de Quintos.
Elle dispose des deux voies de la ligne encadrant un quai central équipé de portes palières.

## Histoire
La station ouvre au public lors de mise en service partielle de la ligne, le 2 avril 2009, avec trois ans de retard sur la date initialement programmée par la Junte d'Andalousie, maître d'ouvrage du réseau.

## Services aux voyageurs

### Accès et accueil
L'accès à la station s'effectue par un édifice situé entre l'avenue des Découvertes et l'avenue des Amériques. Située en zone tarifaire 0, elle est ouverte de 6h30 à 23h00 du lundi au jeudi, de 6h30 à 2h00 le vendredi, de 7h30 à 2h00 le samedi et de 7h30 à 23h00 le dimanche et les jours fériés.

### Desserte
Ciudad Expo est desservie par les rames CAF Urbos II qui circulent sur la ligne 1 du métro de Séville.